# Torre Inserraglio
Torre Inserraglio è una località marina dello Ionio e frazione del comune di Nardò, in provincia di Lecce. Si trova sulla strada litoranea tra Porto Cesareo e Gallipoli, tra Sant'Isidoro e Porto Selvaggio, ed è nota anche con i nomi di "Crito" e "Creto", vocaboli dialettali salentini che derivano dalla pianta del "critmo", meglio nota con il nome di "erba di San Pietro", "frangisassi" o  "finocchio marino").
La zona è tutelata come riserva, possiede fondali, flora e fauna marina tipici della costa ionica ed è circondata tutt'attorno da macchia mediterranea. 
La costa è ricca di insenature a scoglio basso e frastagliato, con calette che si alternano a brevi tratti sabbiosi, ed è dominata da una torre che ha dato il nome alla località.

## Torre Inserraglio
La torre appartiene alla serie di torri costiere di avvistamento del Salento, costruite allo scopo di avvistare le navi saracene, dedite alle incursioni. L'attuale torre è un edificio di forma tronco-piramidale, non molto alto e possente, costruita attorno al XV secolo e poi rinforzata nel Cinquecento.
L'accesso alla torre era consentito da una porta elevatoia non più esistente. L'interno era costituito da due stanze con volte a botte al piano terra e da un ampio vano unico al livello superiore da cui si fronteggiavano gli attacchi dei nemici. Nello spessore murario furono poi ricavate la cisterna e le caditoie, una delle quali si conserva ancora. La torre fu utilizzata fino al 1842 dalle guardie doganali, per poi subire un lento processo di degrado causato dal suo abbandono.
Comunicava a nord con Torre Sant'Isidoro e a sud con Torre Uluzzo.
A ridosso della torre, sorge un centro urbano caratterizzato da edilizia residenziale che risale verso l'entroterra, dove sorge un complesso turistico di recente realizzazione: alcuni residence con attrezzature sportive (nuoto, tennis, calcio, basket, pallavolo) e numerose villette private circondate da giardini privati e condominiali curati quotidianamente.